# 유도전동기

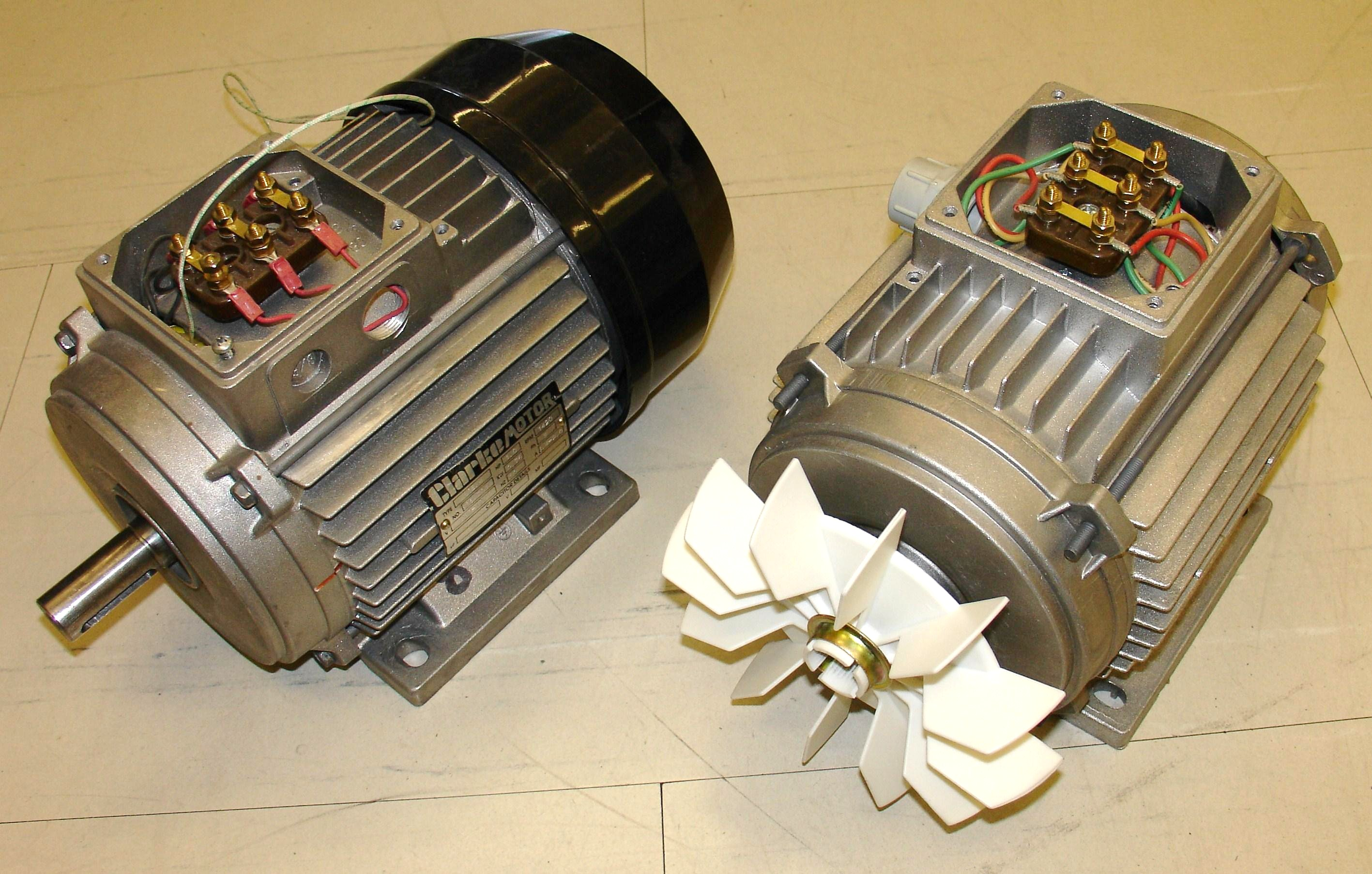

유도전동기(誘導電動機)는 교류 전동기의 대표적인 예이다. 고정자가 만드는 회전 자계에 의해, 전기 전도체의 회전자에 유도 전류가 발생해 미끄러짐에 대응한 회전 토크가 발생한다.
입력되는 교류 전원의 종류에 의해서 크게 단상 유도전동기와 3상 유도전동기로 나뉘는데, 일반적으로는 특별한 기교 없이 회전 자장을 을 수 있는 삼상 교류를 이용한다. 같은 교류 전동기인 동기 전동기와 같이 탈조(step out)하는 일이 없기 때문에 토크 변동이 큰 부하에 적합하다고 여겨지지만, 미끄러짐에 의해 토크를 얻는 원리상 회전 속도의 제어가 곤란하게 되는 단점이 있다. 다만, 이 문제는 전력용 전자공학의 발전에 의해 인버터 회로로 회전수를 자유자재로 제어 가능하게 되었기 때문에 거의 해소되었다고 해도 좋다.

## 작동 원리

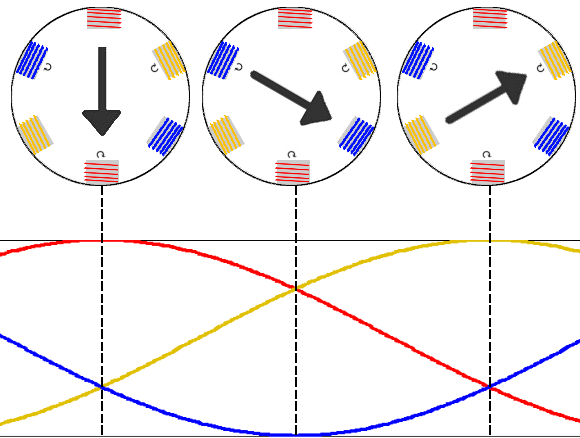

유도 전동기와 동기 전동기에서, 전동기의 고정자에 공급되는 교류 전력은 교류 진동에 맞춰서 회전 자기장을 생성한다. 동기 전동기의 회전자는 고정자 필드와 같은 속도로 회전하는 반면, 유도 전동기의 회전자는 고정자 필드보다 느린 속도로 회전한다. 따라서 유도 전동기 고정자의 자기장은 회전자에 대해서 변화하거나 회전한다. 이것은 유도 전동기의 회전자에 대향하는 전류를 유도하며, 실제로 전동기의 2차 권선은 외부 임피던스를 통해 단락되거나 닫힐 때 발생한다. 회전 자속은 회전자의 권선에 자기 선속을 유도한다. 그것은 변압기의 2차 권선에 유도된 전류와 유사한 방식으로 전류를 흐르게한다. 회전자 권선의 전류는 회전자에서 고정자 필드에 반응하는 자기장을 생성한다. 렌츠의 법칙으로 생성된 자기장의 방향은 회전자 권선을 통한 전류의 변화에 반대하는 것과 같다. 회전자 권선에서 유도 전류의 원인은 회전하는 고정자 자기장이다. 회전자 권선 전류의 변화에 맞서기 위해 회전자는 회전하는 고정자 자기장의 방향으로 회전하기 시작한다. 회전자는 유도 회전자 전류와 토크의 크기가 하중의 균형을 이룰때까지 가속화한다.
회전자의 속도가 동기 속도 이하로 내려가면, 회전자 자계에서 회전 속도는 올라간다. 회전자에 유도된 자기장의 회전 속도와 고정자의 회전 방향에서 필드 회전 속도 사이의 비율을 슬립이라고 한다. 하중이 늘어나면 속도가 내려가고 슬립이 증가하여 부하를 돌리는데 충분한 토크가 발생한다. 이러한 이유로, 유도 전동기는 때때로 비동기 전동기라고 한다. 유도 전동기는 유도 발전기로 사용할 수 있으며 직선 운동을 직접 생성할 수 있는 직선형 유도 전동기를 형성하기 위해 전개될수 있다.

### 동기 속도
교류 전동기의 동기 속도 {\displaystyle n_{s}}는 고정자 자계의 회전 속도이다.
{\displaystyle n_{s}={2f \over {p}}} {\displaystyle f}는 전동기 공급 장치의 주파수이며, {\displaystyle p}는 자극의 수이고 {\displaystyle n_{s}}와 {\displaystyle f}는 동일한 단위이다. {\displaystyle f}를 단위 헤르츠로, 분당 회전수에서 {\displaystyle n_{s}}로 하면 공식은 다음과 같이 된다.
{\displaystyle n_{s}={2f \over {p}}\cdot \left({\frac {60\ \mathrm {s} }{\mathrm {min} }}\right)={120f \over {p}}\cdot \left({\frac {\mathrm {s} }{\mathrm {min} }}\right)}

### 슬립

슬립{\displaystyle s}는 동기 속도와 작동 속도의 차이로 동일한 주파수에서 rpm, % 또는 동기 속도 비율로 표현된다. 따라서
{\displaystyle s={\frac {n_{s}-n_{r}}{n_{s}}}\,}에서 {\displaystyle n_{s}}는 고정자의 회전 자계 속도이고, {\displaystyle n_{r}}는 회전자 기계 속도이다. 회전자가 정지할때, 슬립은 전동기의 토크를 결정한다. 단락된 회전자 권선은 저항이 작기 때문에, 작은 슬립은 회전자에 전류를 유도하고 큰 토크를 발생시킨다. 이러한 속도 변동은 크기가 다른 전동기가 기계적으로 연결된 경우 부하 공유 문제가 발생할 수 있다. 슬립을 줄이기 위한 다양한 방법이 있으며, 종종 VFD가 최적의 솔루션을 제공한다.

## 구조

유도 전동기의 정류자는 회전자를 관통하는 자기장을 유도하기 위해 공급 전류를 운반하는 자극으로 구성된다. 자기장의 분포를 최적하기 위해 권선은 N극과 S극의 동일한 수를 지닌 자계와 고정자 슬롯 주위에 분포된다. 유도 전동기는 가장 일반적으로 단상 또는 3상 전원으로 작동하지만, 2개의 전동기가 존재한다. 단상 전동기는 시동할 때 회전 필드를 생성하기 위해 몇가지 매커니즘이 필요하다. 케이지 유도 전동기 회전자의 도체 막대기는 보통 소음을 저감하기 위해 왜곡한다.

## 회전 반전
유도 전동기의 회전 방향을 변경하는 방법은 3상 또는 단상 시스템인지에 따라 달라진다. 3상의 경우, 반전이 2상 도체의 접속을 교환함으로써 이루어진다. 단상 분상 전동기에서, 그것은 주요 권선과 기동 회로 사이의 접속을 변경함으로써 이루어진다. 특정 응용프로그램을 위해 설계되는 단상 분상 전동기는 주요 권선과 회전을 변경하지 못하도록 내부로 연결되는 시동 회로 사이에서 접속할 수 있다.

## 선형 유도 전동기
선형 유도 전동기는 그 회전 유도 전동기와 같은 일반적인 원리에서 작동하고 종종 3상 직선 운동을 생성하도록 설계된다. 용도는 자기 부상, 선형 추진, 선형 구동기, 그리고 액체 금속 펌프를 포함한다.

## 분류
- 단상 유도전동기
- 3상 유도전동기
  - 농형 3상 유도전동기
  - 코일형 3상 유도전동기

## 같이 보기
- 전동기